# Обберти, Альфредо
Альфре́до Оббе́рти (исп. Alfredo Domingo Obberti; 12 августа 1945, Буэнос-Айрес — 5 июля 2021, Росарио) — аргентинский футболист, выступавший в 1960—1970-е годы на позиции нападающего.

## Биография
Альфредо Обберти дебютировал на взрослом уровне в «Уракане» в 1962 году. Выступал за эту команду до 1969 года, и дважды отдавался в аренду. В 1965 году играл за «Колон» во Втором дивизионе, а в 1968 году — за команду Примеры «Лос-Андес». При этом Обберти сумел стать лучшим бомбардиром чемпионата Метрополитано с 13 забитыми мячами.
В 1970 году перешёл в «Ньюэллс Олд Бойз», и в следующем году во второй раз в карьере сумел стать лучшим бомбардиром Примеры — в чемпионате Насьональ Обберти забил 10 голов, поделив лавры лучшего снайпера с Хосе Луньисом. В 1972—1973 годах на правах аренды выступал за бразильский «Гремио». В чемпионате Бразилии он забил 11 голов, но с учётом всех турниров на счету Моно было 35 забитых мячей, и по этому показателю на протяжении 40 лет он удерживал первое место среди всех легионеров в истории «Гремио», пока в 2014 году его не обогнал другой аргентинец Эрнан Баркос.
В 1974 году вернулся в стан «прокажённых», и в том же году помог команде впервые в профессиональной истории стать чемпионом Аргентины (Метрополитано). Завершил карьеру футболиста в 1975 году.
8 января 1971 года Моно Обберти сыграл свой единственный матч за сборную Аргентины. В товарищеской игре на «Бомбонере» в Буэнос-Айресе аргентинцы уступили сборной Франции со счётом 3:4. Обберти вышел в стартовом составе и был заменён на 66 минуте на Карлоса Бьянки.
На протяжении многих лет Альфредо Обберти работал в футбольной школе Анхеля Тулио Софа, а впоследствии — в тренерской школе Росарио. Умер 5 июля 2021 года в возрасте 75 лет после продолжительной болезни.

## Титулы и достижения
Командные
- Чемпион Аргентины (1): Метрополитано 1974

Личные
- Лучший бомбардир чемпионата Аргентины (2): Метрополитано 1968, Насьональ 1971